# Euxoa henrietta
Euxoa henrietta är en fjärilsart som beskrevs av Smith 1900. Euxoa henrietta ingår i släktet Euxoa och familjen nattflyn. Inga underarter finns listade i Catalogue of Life.